# Sefarder
Sefarder, även sefardiska judar eller sefardim  (hebreiska: סְפָרַדִּים eller יְהוּדֵי סְפָרַד, Y'hudey Spharad, bokstavligen ”Spaniens judar”), är de judar av spansk-judisk härkomst som förvisades från den Iberiska halvön när den tidigare moriska södra delen erövrades av kristna kungar från den norra i slutet av 1400-talet. Ordet Sefarad (סְפָרַדִּים) är hebreiska för "Spanien".

## Bakgrund
På 700-talet samt därefter på 1000-talet hade många judar flyttat från Babylon till Spanien. Där hade de stora friheter, innehade höga ämbeten, deltog i alla industriella arbeten och ägnade sig med iver åt vetenskapliga och kulturella sysselsättningar. I Spanien mer än någon annanstans nådde judarna (efter 711) under araberna (så kallade morer) en hög grad av materiellt välstånd och andlig utveckling. Det var bland annat judar som översatte de arabiska tolkningarna av hebreiska och senare till latin och grekiska skrifter. De hade även stor betydelse inom läkekonsten. Högskolorna i Montpellier och Salerno upprättades av judar; flera kristna konungar, till och med påvar, hade judiska läkare. De utmärkte sig vidare som astronomer, och även de berömda tavlor som Alfons X av Kastilien lät utarbeta hade man judar att tacka för.
Den öppenhet som muslimerna i Spanien visade mot judar medförde att landet blev en medelpunkt för sefarder (ladinotalande judar). Detta efterlevdes senare även av de kristna kungarna i Spanien, flera av dem hade exempelvis judar till finansministrar. I de stora spanska städerna fanns blomstrande församlingar delvis i särskilda kvarter ("juderia"). Polen blev en annan medelpunkt för judar från 1100-talet och framåt, sedan stora mängder askenaser (jiddischtalande polska och tyska judar) flyttade dit från Tyskland.
Från början av 1400-talet förändrades det politiska läget. År 1391 tvingades många judar att låta döpa sig. Längre fram växte oviljan mot dessa nykristna (conversos eller marranos), eftersom deras rättrogenhet misstänkliggjordes och på grund av sådana idéer som senare har gjort sig kända som antisemitism.
De arabiska morerna besegrades slutligen 1492, efter belägringen av Granada i Emiratet av Granada, och drevs bort från den Iberiska halvön av de spanska kristna regenterna Ferdinand II av Aragonien och Isabella I av Kastilien. Samma år, den 30 mars 1492 meddelades det att alla judar i landet måste antingen konvertera till kristendomen och låta döpa sig, eller lämna landet. De som lämnande landet behöll det spanska språket, som kallas sefardi eller ladino. Stora grupper lämnade landet även om det exakta antalet inte går att fastställa. Flera utvandrade till olika medelhavsländer, inte minst på Balkanhalvön.